# Корпорация «Святые моторы»
«Корпорация „Святые моторы“» (англ. Holy Motors) — художественный фильм 2012 года режиссёра Леоса Каракса. Фильм стал первой полнометражной картиной режиссёра после более чем десятилетнего перерыва, за время которого он снял лишь одну из новелл киноальманаха «Токио!».
Главную роль в фильме исполнил постоянный актёр Каракса Дени Лаван; также задействованы Эдит Скоб, Кайли Миноуг, Ева Мендес и Мишель Пикколи. Фильм посвящён памяти Катерины Голубевой — жены Каракса, умершей в 2011 году.
Премьера фильма состоялась в конкурсной программе Каннского фестиваля. Фильм вышел во французский прокат в июле 2012 года и был признан журналом Cahiers du cinéma лучшим за год.

## Сюжет
В прологе спящий человек (Леос Каракс) просыпается от шума волн, слышного в его комнате. Он обнаруживает в стене потайную дверь, сквозь которую входит в тёмный зал кинотеатра, где неподвижные зрители смотрят фильм, который и разбудил героя.
В основной части показан один день из жизни человека по имени месье Оскар (Дени Лаван), который перемещается по Парижу в длинном белом лимузине с личным водителем Селин (Эдит Скоб).
Рано утром Оскар в образе пожилого банкира выходит из дома в Ивелине (Villa Paul Poiret) и садится в лимузин, где по мобильному телефону обсуждает деловые вопросы. Затем он спрашивает у Селин, много ли у него на сегодня встреч, на что та отвечает, что их девять и материал по первой встрече лежит на сиденье в папке. Месье Оскар изучает папку и в следующий раз выходит из лимузина уже в образе сгорбленной старушки, которая собирает милостыню на мосту Александра III.
Затем Оскар переодевается в лимузине для следующей встречи (как и для всех встреч, информацию о том, что надо делать, он изучает непосредственно перед этим). В чёрном обтягивающем костюме с датчиками он заходит в тёмный зал, где выполняет различные движения, фиксируемые камерами. Затем в зале появляется женщина в красном с аналогичными датчиками, с которой Оскар изображает страстную сцену любви, на основе которой создаётся анимация с монстрами.
Следующий образ Оскара — господин Дерьмо (из фильма «Токио!»), который через канализационный люк проникает на кладбище, где на каждой могильной плите написано «Посетите мой сайт». Там же происходит фотосессия супермодели Кей М. (Ева Мендес), которую господин Дерьмо похищает и приводит в подземелье. Там он перекраивает её одежду, чтобы та скрывала лицо и плечи, а затем засыпает, положив голову ей на колени; красавица поёт чудовищу колыбельную All the Pretty Horses.
Уже темнеет, и следующая роль Оскара — отец девочки, которую он забирает с вечеринки. По дороге домой оказывается, что девочка сначала обманула отца, сказав, что вечеринка удалась и она много танцевала — оказывается, на самом деле, девочка, стесняясь своей внешности, сразу заперлась в ванной и сидела там всё время.
Далее следует «антракт», в котором Оскар играет на гармошке в здании церкви, а затем к нему присоединяется толпа других музыкантов (исполняется кавер-версия песни Let My Baby Ride блюзмена Бёрнсайда).
В следующем воплощении герой — человек по имени Алекс, который должен убить некоего Тео (они двойники, однако Алекс брит наголо, а у Тео длинные волосы и борода). Вначале они обсуждают какое-то происшествие, за которое отвечает Тео. Убив Тео, Алекс бреет его и надевает на него свою одежду, однако умирающий Тео сам вонзает нож в Алекса. Алекс в крови едва добирается до лимузина.
В лимузине Оскар беседует с оказавшимся там человеком с родимым пятном на лице (Мишель Пикколи), возможно, своим работодателем. Он жалуется ему, что ему «не хватает камер», однако он продолжает работать, как раньше.
Проезжая мимо кафе, Оскар просит Селин остановить машину, выбегает с пистолетом и стреляет в сидящего за столиком банкира (из своего первого воплощения). Оскара расстреливают телохранители банкира, а Селин уводит его, говоря, что они могут опоздать.
Далее герой предстаёт в образе глубокого старика месье Вогана, который лежит в постели в номере отеля, рядом с ним огромный чёрный пёс. К нему подходит молодая женщина, его племянница. Они беседуют, понимая, что месье Воган при смерти. После последнего вздоха старика Оскар и девушка расходятся, так как у каждого дальше запланированы другие «встречи».
По дороге лимузин сталкивается с другим белым лимузином, в котором Оскар видит свою бывшую возлюбленную Эву (Кайли Миноуг), с которой они давно расстались. Они бродят по закрытому на ремонт универмагу La Samaritaine и выходят на крышу. Эва поёт Оскару песню (Who were we?), однако затем ему надо уходить, так как у неё следующая «встреча». Выйдя на улицу, Оскар видит, что Эва в образе стюардессы бросилась с крыши здания.
Селин подвозит Оскара к дому, где состоится его последняя встреча и где он проведёт ночь. Они расстаются до завтра. Оскар заходит в дом и зовёт жену и дочь, которыми оказываются обезьяны. Селин возвращается на стоянку фирмы Holy Motors, куда в это время заезжают десятки белых лимузинов. Там она надевает маску, которую исполняющая эту роль актриса (Эдит Скоб) носила в культовом фильме Жоржа Франжю «Глаза без лица» (1960). Когда водители уходят из гаража, лимузины, мигая фарами, обмениваются репликами по поводу прошедшего дня.

## В ролях

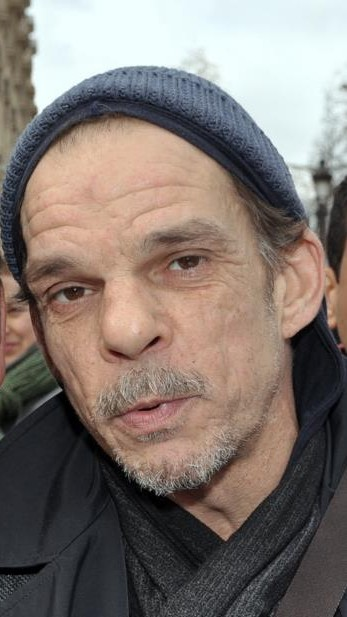
Дени Лаван, исполнитель главной роли.

- Дени Лаван — Месье Оскар / банкир / нищий и др.
- Эдит Скоб — Селин
- Ева Мендес — Кей М
- Кайли Миноуг — Ева Грейс (Джин)
- Элиза Ломо — Леа (Элиза)
- Мишель Пикколи — человек с родимым пятном
- Жанна Диссон — Анжела
- Леос Каракс — спящий мужчина
- Настя Голубева-Каракс — девочка в иллюминаторе

## Производство
На протяжении нескольких лет Каракс пытался найти финансирование для большого англоязычного фильма, однако не преуспел в этом и решил напомнить о себе после долгого отсутствия более скромной постановкой. Хотя первоначально не исключалось участие в фильме как Дени Лавана, так и Жюльет Бинош, уже игравших у Каракса, в итоге Бинош не была задействована в фильме. Тем не менее, в нём снялись такие звёзды, как Ева Мендес и Кайли Миноуг.
Съемки проходили с сентября по ноябрь 2011 года в Париже. Одной из ипостасей героя Лавана выступает подземный житель «мсье Мерд», впервые появившийся в киноновелле, созданной Караксом для киноальманаха «Токио!». Легендарного Мишеля Пикколи планировали загримировать до неузнаваемости и представить в титрах под вымышленным именем, однако, когда сведения о его участии в фильме попали в прессу, от этой идеи пришлось отказаться. Ева Мендес в гриме напомнила некоторым зрителям Эми Уайнхаус.

## Критика
Премьерный показ фильма в Каннах вызвал восторг у аудитории.
Антон Долин в репортаже из Канн назвал фильм «горькой и забавной, счастливой и нелепой, абсурдной и логичной картиной», отметив, что новый фильм режиссёра — «это два часа головокружительной свободы» и что «у зрителей его картина, как и в случае с прежними его фильмами, вызвала шок, эффект контузии кинематографом, который, раз испытав, хочется пережить снова».
По наблюдению Валерия Кичина, Каракс свой фильм «строит по законам театрального действа.. как в цирке, составляет действо из интермедий… воодушевляется сказкой Гофмана о человеке, который находит у себя в спальне тайную дверь в оперный театр».
Андрей Плахов раскритиковал неуклюжий, по его мнению, русский перевод названия, обратив внимание на то, что по сути «речь идёт о священных моторах авторского вдохновения». В своём отзыве он уподобил «барочную экстатическую поэму» Каракса некоторым лентам сюрреалиста Жана Кокто.
Не менее высокую оценку получила фантазия Каракса и в зарубежной прессе. На страницах The New York Times Манола Даргис определила новую работу режиссёра как «сон о фильмах, который воспринимается как фильм о снах». Хотя «временами кажется, что фильм склеен из множества других кинолент», она включила «Святые моторы» в лучшую десятку фильмов за год. Поскольку главный герой работает на нечто, более всего напоминающее Бога, это фильм о создании фильмов и об «экстазе творения», рассуждает рецензент.
Джим Хоберман считает, что в сцене с убийством двойника «фильм ранит сам себя, из области чистой иррациональности спускаясь на уровень театрализованного кончетто, не дотягивающего до уровня Риветта и замешанного на космологии из репертуара Чарли Кауфмана».
Песня «Who Were We» в исполнении Кайли Миноуг, написанная Нилом Хэнноном, была номинирована на International Online Cinema Awards в категории «Лучшая оригинальная песня».